# Goworówka

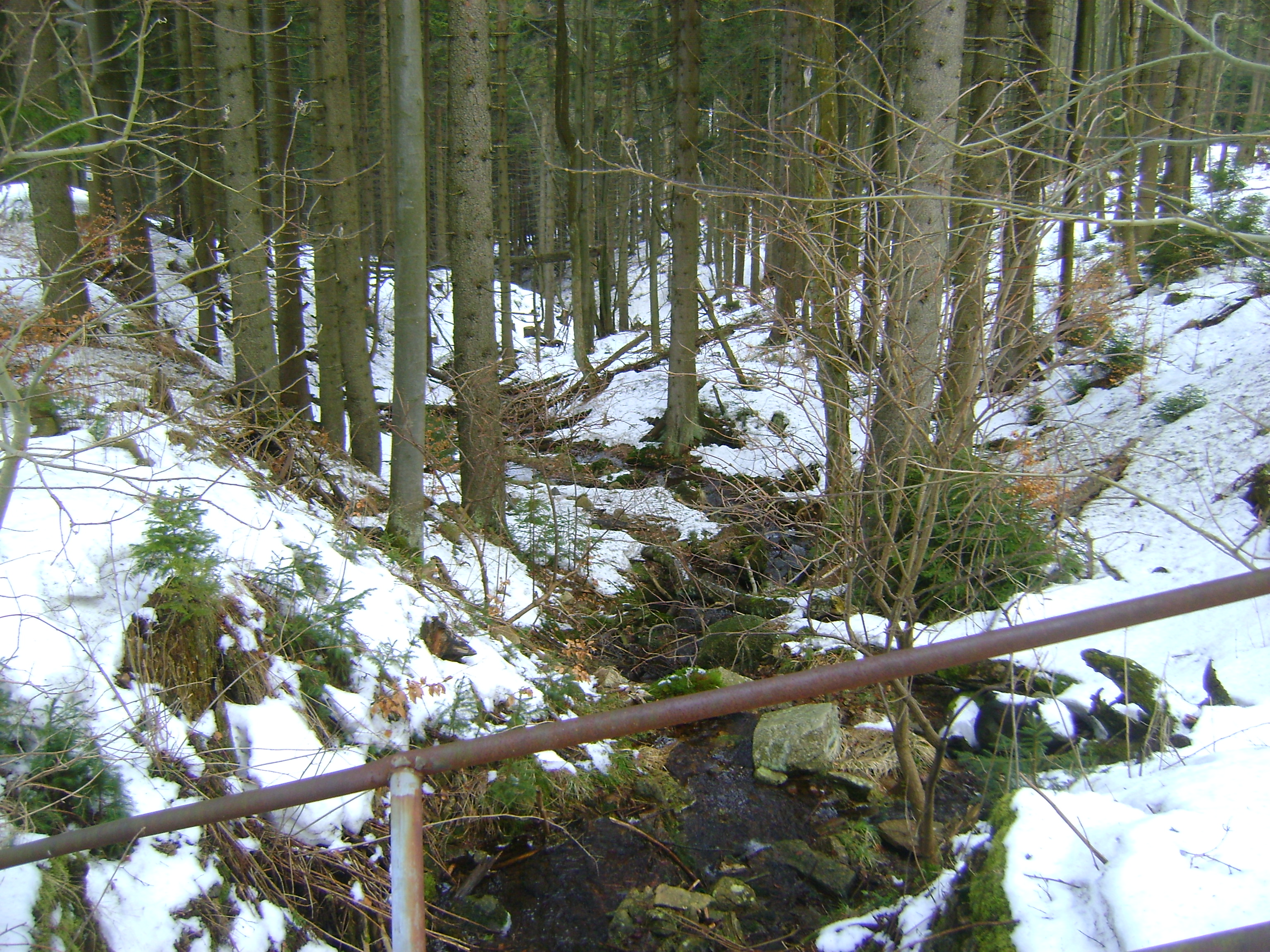
Goworówka w wąwozie Czarny Rów kilkadziesiąt metrów od źródła. Widok od strony wschodniej z poz. 1000 m n.p.m.

Goworówka – potok w południowej Polsce w woj. dolnośląskim w Sudetach Wschodnich.
Górski potok o długości około 11,13 km, prawy dopływ Nysy Kłodzkiej, jest ciekiem III rzędu należącym do dorzecza Odry, zlewiska Morza Bałtyckiego.

## Położenie
Rzeka w Masywie Śnieżnika i Obniżenie Bystrzycy Kłodzkiej. Źródło rzeki położone jest na obszarze Śnieżnickiego Parku Krajobrazowego w południowo-zachodniej części Masywu Śnieżnika na północno-zachodnim zboczu wzniesienia Puchacza w Widłowej Jamie.

## Charakterystyka
W części źródliskowej potok przez niewielki odcinek płynie w kierunku północno-zachodnim, płynie głębokim wyżłobieniem zwanym Widłową Jamą,  wytworzoną na północno-zachodnim zboczu Puchacza. Od poziomu 1000 m n.p.m. rzeka płynie Czarnym Rowem dobrze wykształconą V-kształtną wąską o stromych zboczach, głęboko wciętą doliną  ograniczoną od strony północnej okazałą skarpą. Na poziomie 800 m n.p.m. przed wzniesieniem Gawlik rzeka skręca lekko w kierunku południowo-zachodnim, gdzie przyjmuje prawy dopływ Podnóżka. Na poziomie 500 m n.p.m. rzeka opuszcza granicę Śnieżnickiego Parku Krajobrazowego i wpływa na Obniżenie Bystrzycy Kłodzkiej do Goworowa. Po opuszczeniu Goworowa rzeka skręca na północny zachód i płynie otwartym terenem w kierunku ujścia, gdzie na wysokości ok. 420 m n.p.m. w Roztokach uchodzi do Nysy Kłodzkiej. Koryto potoku kamienisto-żwirowe słabo spękane i nieprzepuszczalne. Zasadniczy kierunek biegu potoku jest zachodni. Jest to rzeka górska odwadniający południowo-zachodnią część Masywu Śnieżnika południowo-wschodnią część Obniżenia Bystrzycy Kłodzkie. Rzeka częściowo uregulowana dzika. W większości swojego biegu płynie wśród terenów niezabudowanych, obok lokalnej drogi Goworów–Jodłów Leśniczówka. Brzegi w 70% zadrzewione, dno bez roślin. Rzeka charakteryzuje się kaskadami, dużymi niewyrównanymi spadkami podłużnymi.

## Budowa geologiczna
Rzeka płynie przez obszar zbudowany ze skał metamorficznych – metamorfik Lądka i Śnieżnika. Tworzą go łupki łyszczykowe i gnejsy śnieżnickie, a podrzędnie kwarcyty, amfibolity i łupki amfibolitowe, erlany i łupki grafitowe.

## Dopływy
- L. Bielica
- P. Cieszyca
- P. Nowinka
- L. Podnóżka

oraz kilka bezimiennych strumieni i potoków mających źródła na zboczach przyległych wzniesień oraz kilkanaście cieków okresowych.

## Miejscowości nad rzeką
Goworów, Michałowice, Roztoki.

## Rozwój osadnictwa wzdłuż rzeki
Osadnictwo rozwinęło się w środkowym biegu Goworówki w XIV wieku w celu prowadzenia wyrębu lasu i przetwórstwa drewna. Po 1945 r. dolina została zasiedlona ludnością ze wschodnich krańców Polski. W okresie PRL-u, dobre warunki dla rozwoju rolnictwa przyczyniły się do tego, że nie nastąpiło wyludnienie. Mieszkańcy doliny w większości utrzymywali się z rolnictwa i pracy w lesie.

## Turystyka
- Prawie wzdłuż całej długości rzeki, prowadzi niebieski rowerowy szlak turystyczny (przez Roztoki, Halę pod Śnieżnikiem i dalej).
- Najciekawsza część doliny Goworówki z wieloma różnej wielkości skałkami gnejsowymi na zboczach ciągnie się od poziomu 1000 m n.p.m. w dół przez 4 km, aż po zabudowania Goworowa.

## Inne
- Na większości map rzeka nosi nazwę Bielica. Wg Region. Zarz. Gospodar. Wodnej rzeka nosi nazwę Goworówka a Bielica jest jej lewostronnym dopływem[6].
- Górna część rzeki od źródła do miejsca przyjęcia Podnóżki lewego jej dopływu w wielu publikacjach nazywana jest Widlicą i stanowi razem z Podnóżką źródliskowe dopływy Goworówki[7]. Wg Region. Zarz. Gospodarki Wodnej we Wrocławiu rzeka od źródła do ujścia nosi nazwę Goworówka[8].